# Daň z obratu
Daň z obratu je druhem nepřímé daně. Základem této daně je rozdíl mezi koncovou cenou zboží a penězi použitými na jeho výrobu.
V ČSSR a následně v ČSFR byla užívána až do 31. prosince 1992, tedy do zániku ČSFR. Od 1. ledna 1993 současně se vznikem České republiky vešel v platnost Zákon o DPH (později několikrát upravený) a daň z obratu tím byla nahrazena daní z přidané hodnoty.
Dnes se používá v zemích, kde nemají DPH, například v USA, Japonsku, Kanadě, Austrálii a Číně; na DPH se tam však plánuje přejít.[zdroj?]

## USA
V USA si každý stát určuje výši daně z obratu samostatně, v současnosti od 0% do 7,5% z ceny zboží. Platí se jen, pokud je koncový spotřebitel ze stejného státu, jako prodávající – např. Kaliforňan objednávající přes Internet z Texasu se této dani vyhne. Na Internetu bývají ceny bez daně a daň se účtuje až dle dodací adresy kupujícího, na pultě bývají ceny uvedeny již s daní.

## Marxistické ekonomiky
V marxisticky orientovaných ekonomikách byla daň z obratu jedním z prostředků směřujících k dosažení cenové stability a zabránění nedostatku nebo nadbytku spotřebního zboží. Daň z obratu vyjadřuje rozdíl mezi koncovou cenou statku a potřebou peněz při výrobě statku (např. náklady na mzdy); jejím uvalením by měla být nastolena rovnováha mezi nabídkou a poptávkou.
Společenská potřebnost jednotlivých statků, určená autoritou, je rozhodující při stanovení centrálního plánu. Na statky nezbytné k naplňování sociálních práv – potraviny, náklady spojené s bydlením apod. – pak musí být obvykle uvalena záporná daň, která fakticky představuje dotaci.
V ojedinělých případech, kdyby cena statku měla spekulativní charakter nebo by hrozil neúměrný růst černého trhu, jsou používány jiné regulační mechanismy (pořadníky, přídělový systém, bony a jiné poukazy apod.).